# Jeffinho
Jefferson Ruan Pereira dos Santos (Volta Redonda, 30 december 1999), voetbalnaam Jeffinho, is een Braziliaans voetballer die sinds januari 2023 uitkomt voor Olympique Lyon.

## Carrière
Jeffinho begon zijn carrière bij Resende FC. Eerder voetbalde hij voor de Pelé Academia, dat een samenwerkingsverband heeft met Resende. Op 28 juni 2020 maakte hij zijn officiële debuut in het eerste elftal van de club: in de Campeonato Carioca liet trainer Sandro Sargentim hem in de tweede helft invallen tegen Madureira EC.  Jeffinho legde in de blessuretijd de 0-2-eindscore vast. Jeffinho speelde 25 wedstrijden voor Resende in de Campeonato Carioca, waarin hij vijfmaal scoorde. Daartussen leende de club hem even uit aan SE Gama, waarmee hij vijf competitiewedstrijden speelde in de Série D. 
In april 2022 leende Resende hem een tweede keer uit, ditmaal aan Botafogo FR. Botafogo haalde hem aanvankelijk voor het beloftenelftal, maar al na een paar maanden maakte Jeffinho de overstap naar de A-kern. Op 19 juni 2022 maakte hij zijn officiële debuut voor de club: in de competitiewedstrijd tegen SC Internacional, waarin Botafogo zich na een goal diep in de blessuretijd van een 2-3-zege verzekerde, mocht hij in de blessuretijd invallen. Na twaalf officiële wedstrijden (tien in de Série A, twee in de Copa do Brasil) nam Botafogo hem in augustus 2022 definitief over van Resende. Botafogo betaalde omgerekend een kleine 300.000 euro voor 60% van de transferrechten van Jeffinho, die uiteindelijk opgeteld 24 competitiewedstrijden voor Botafogo speelde in het seizoen 2022.
Op 31 januari 2023 kondigde Olympique Lyon, dat net als Botafogo deel uitmaakt van de Eagle Football Holding van John Textor, aan dat Jeffinho de overstap maakte naar de Franse eersteklasser. Bovenop het bedrag van tien miljoen euro dat Lyon sowieso neertelde voor de Braziliaan kan in de toekomst nog maximaal 2,5 miljoen euro bijkomen. Jeffinho maakte op 25 februari 2023 zijn officiële debuut voor Lyon in de competitiewedstrijd tegen Angers SCO, waarin trainer Laurent Blanc hem in de 67e minuut liet invallen. Drie dagen later opende hij zijn doelpuntenrekening voor Lyon in de bekerwedstrijd tegen Grenoble Foot 38, die Lyon uiteindelijk met 2-1 won.